# Impuls
Der Impuls ist eine grundlegende physikalische Größe, die den geradlinigen Bewegungszustand eines physikalischen Objekts charakterisiert. Der Impuls ist umso größer, je größer die Masse und die Geschwindigkeit des Objektes ist. Damit steht der Impuls für das, was in der Umgangssprache unscharf mit „Schwung“ und  „Wucht“ bezeichnet wird.
Das Formelzeichen des Impulses ist meist {\displaystyle p} (von lateinisch pellere ‚stoßen oder treiben‘). Die Einheit ist im Internationalen Einheitensystem [p] = kg·m·s−1 = N·s.
Im Unterschied zur kinetischen Energie ist der Impuls eine vektorielle Größe und hat damit einen Betrag und eine Richtung. Seine Richtung ist die Bewegungsrichtung des Objekts. Sein Betrag ist in der klassischen Mechanik durch das Produkt aus der Masse des Körpers und der Geschwindigkeit seines Massenmittelpunkts gegeben. 
In der relativistischen Mechanik gilt eine andere Formel (Viererimpuls), die für Geschwindigkeiten weit unterhalb der Lichtgeschwindigkeit näherungsweise mit der klassischen Formel übereinstimmt. Sie schreibt aber auch masselosen Objekten, die sich mit Lichtgeschwindigkeit bewegen, einen Impuls zu. Ein Beispiel dafür sind Photonen.
Der Impuls eines ausgedehnten Körpers charakterisiert ausschließlich die Translationsbewegung seines Massenmittelpunkts. Eine Rotation um den Massenmittelpunkt wird durch den Eigendrehimpuls beschrieben. Der Impuls ist eine additive Größe. Der Gesamtimpuls eines Objekts mit mehreren Bestandteilen ist die Vektorsumme der Impulse seiner Teile.
Der Impuls hängt, wie die Geschwindigkeit und die kinetische Energie, von der Wahl des Bezugssystems ab. In einem fest gewählten Inertialsystem ist der Impuls eine Erhaltungsgröße, das heißt: Ein Objekt, auf das von außen keine Kräfte wirken, behält seinen Gesamtimpuls nach Betrag und Richtung bei. Üben zwei Objekte wechselseitige Kräfte aufeinander aus, z. B. bei einem Stoßvorgang, ändern sich ihre beiden Impulse in entgegengesetzter Weise so, dass ihre vektorielle Summe erhalten bleibt. Die Größe, um die sich der Impuls für eines der Objekte ändert, wird als Impulsübertrag bezeichnet. Im Rahmen der klassischen Mechanik ist der Impulsübertrag unabhängig von der Wahl des Inertialsystems.
Der Impulsbegriff entwickelte sich aus der Suche nach dem Maß für die in einem physikalischen Objekt vorhandene „Menge an Bewegung“, die aller Erfahrung nach bei allen inneren Prozessen erhalten bleibt. Daraus erklären sich die heute veralteten Bezeichnungen Bewegungsgröße oder Bewegungsmenge für den Impuls. Mit diesen Bezeichnungen konnte ursprünglich auch die kinetische Energie gemeint sein; erst Anfang des 19. Jahrhunderts wurden die Begriffe sauber unterschieden. Im Englischen wird der Impuls momentum genannt, während impulse den Impulsübertrag (Kraftstoß) bezeichnet.

## Definition, Zusammenhänge mit Masse und Energie

### Klassische Mechanik
In der klassischen Mechanik ist der Impuls {\displaystyle {\vec {p}}} eines Punktteilchens gegeben durch das Produkt seiner Masse {\displaystyle m} mit seiner Geschwindigkeit {\displaystyle {\vec {v}}}:
{\displaystyle {\vec {p}}=m{\vec {v}}}.
Da die Masse eine skalare Größe ist, sind Impuls und Geschwindigkeit Vektoren mit gleicher Richtung. Um die Geschwindigkeit eines Körpers (nach Richtung oder Betrag) zu ändern, muss sein Impuls geändert werden, da die Masse eine Erhaltungsgröße ist. Für die Änderung des Impulses ist eine Kraft {\displaystyle {\vec {F}}} notwendig. Der Zusammenhang zwischen Kraft und Impuls lautet: 
{\displaystyle {\frac {\mathrm {d} {\vec {p}}}{\mathrm {d} t}}={\vec {F}}};
die Kraft ist die Ableitung des Impulses nach der Zeit {\displaystyle t}. Anschaulicher lässt sich dies umgeformt darstellen: 
{\displaystyle {\vec {p}}(t_{2})={\vec {p}}(t_{1})+\int _{t_{1}}^{t_{2}}\mathrm {d} t{\vec {F}}};
der Impuls zu einer Zeit {\displaystyle t_{2}} ist der Impuls zur Zeit {\displaystyle t_{1}} zuzüglich des zeitlichen Integrals über die in der Zwischenzeit wirkenden Kräfte. 
In einem System aus mehreren Punktteilchen ist der Gesamtimpuls die Summe aller einzelnen Impulse, das heißt:
{\displaystyle {\vec {p}}_{\text{ges}}=\sum {\vec {p}}_{i}}.
Für solche Systeme gilt stets, dass der Gesamtimpuls gleich dem Impuls eines Massenpunkts im Massenmittelpunkt des Systems ist, der die Gesamtmasse des Systems auf sich vereint. Die Summe der Impulse der einzelnen Komponenten des Systems relativ zum Schwerpunkt verschwindet. 
Aus dem Zusammenhang zwischen dem Impuls eines Körpers und der auf ihn gewirkten Kraft resultiert für die verrichtete Beschleunigungsarbeit auch ein Zusammenhang zum Impuls:
{\displaystyle W=\int \limits _{C}{\vec {F}}({\vec {s}})\cdot \mathrm {d} {\vec {s}}=\int \limits _{C}{\vec {F}}({\vec {s}})\,\mathrm {d} t\cdot {\frac {\mathrm {d} {\vec {s}}}{\mathrm {d} t}}=\int \limits _{C}\mathrm {d} {\vec {p}}\cdot {\vec {v}}={\frac {1}{m}}\int \limits _{C}\mathrm {d} {\vec {p}}\cdot {\vec {p}}}
Darin ist die Integrationsvariable {\displaystyle {\vec {s}}} der Ortsvektor des Körpers, der den Weg {\displaystyle C} entlanggeführt wird.
Diese Beschleunigungsarbeit ist die kinetische Energie. Es folgt
{\displaystyle E_{\text{kin}}={\frac {{\vec {p}}^{\,2}}{2\,m}}={\frac {1}{2}}m\cdot {\vec {v}}^{\,2}}.

### Spezielle Relativitätstheorie
Nach der Relativitätstheorie ist der Impuls eines mit der Geschwindigkeit {\displaystyle v} bewegten Körpers mit Masse {\displaystyle m>0} durch
{\displaystyle {\vec {p}}={\frac {m\cdot {\vec {v}}}{\sqrt {1-{v^{2} \over c^{2}}}}}}
gegeben. Darin ist {\displaystyle c} die Lichtgeschwindigkeit und stets {\displaystyle v<c}. Der Impuls hängt von der Geschwindigkeit nichtlinear ab, er steigt bei Annäherung an die Lichtgeschwindigkeit gegen Unendlich.
Allgemeingültig ist die Energie-Impuls-Beziehung
{\displaystyle E^{2}-p^{2}\cdot c^{2}=m^{2}\cdot c^{4}.}
Für Objekte mit Masse folgt:
{\displaystyle E={\frac {m\cdot c^{2}}{\sqrt {1-{v^{2} \over c^{2}}}}}}
Für {\displaystyle v=0} folgt {\displaystyle p=0} und {\displaystyle E=m\cdot c^{2}} (Ruheenergie).
Objekte ohne Masse, zum Beispiel Photonen, bewegen sich stets mit Lichtgeschwindigkeit. Für diese folgt aus der Energie-Impuls-Beziehung
{\displaystyle E=p\cdot c}
und damit ergibt sich für sie der Impuls
{\displaystyle p={E \over c}.}

### Elektromagnetisches Feld
Ein elektromagnetisches Feld mit elektrischer Feldstärke {\displaystyle {\vec {E}}} und magnetischer Feldstärke {\displaystyle {\vec {H}}} hat die Energiedichte
{\displaystyle u={\frac {1}{2}}\varepsilon _{0}E^{2}+{\frac {1}{2}}\mu _{0}H^{2}.}
Dazu gehören die Energiestromdichte (Poynting-Vektor)
{\displaystyle {\vec {S}}={\vec {E}}\times {\vec {H}}}
und die Impulsdichte
{\displaystyle {\vec {g}}={\frac {1}{c^{2}}}{\vec {E}}\times {\vec {H}}.}
Über ein bestimmtes Volumen integriert ergeben diese drei Ausdrücke die Energie {\displaystyle E}, den Energiestrom und den Impuls {\displaystyle p}, die mit dem gesamten in diesem Volumen befindlichen Feld verbunden sind. Für fortschreitende ebene Wellen ergibt sich wieder {\displaystyle E=p\,c}.

## Geschichte
Der Impulsbegriff wurde von Isaac Newton eingeführt: Er schreibt in den Principia Mathematica:

„Quantitas motus est mensura ejusdem orta ex velocitate et quantitate materiae conjunctim.“

„Die Größe der Bewegung wird durch die Geschwindigkeit und die Größe der Materie vereint gemessen.“

Mit „Größe der Materie“ ist die Masse gemeint, mit „Größe der Bewegung“ der Impuls. Die "Vereinigung" entspricht der Multiplikation. In die moderne Formelsprache übersetzt heißt der Text
{\displaystyle p=vm},
was, bis auf die Vektorrechnung, der Definition des Impulses in der klassischen (Newtonschen) Mechanik entspricht. 

## Impulserhaltung

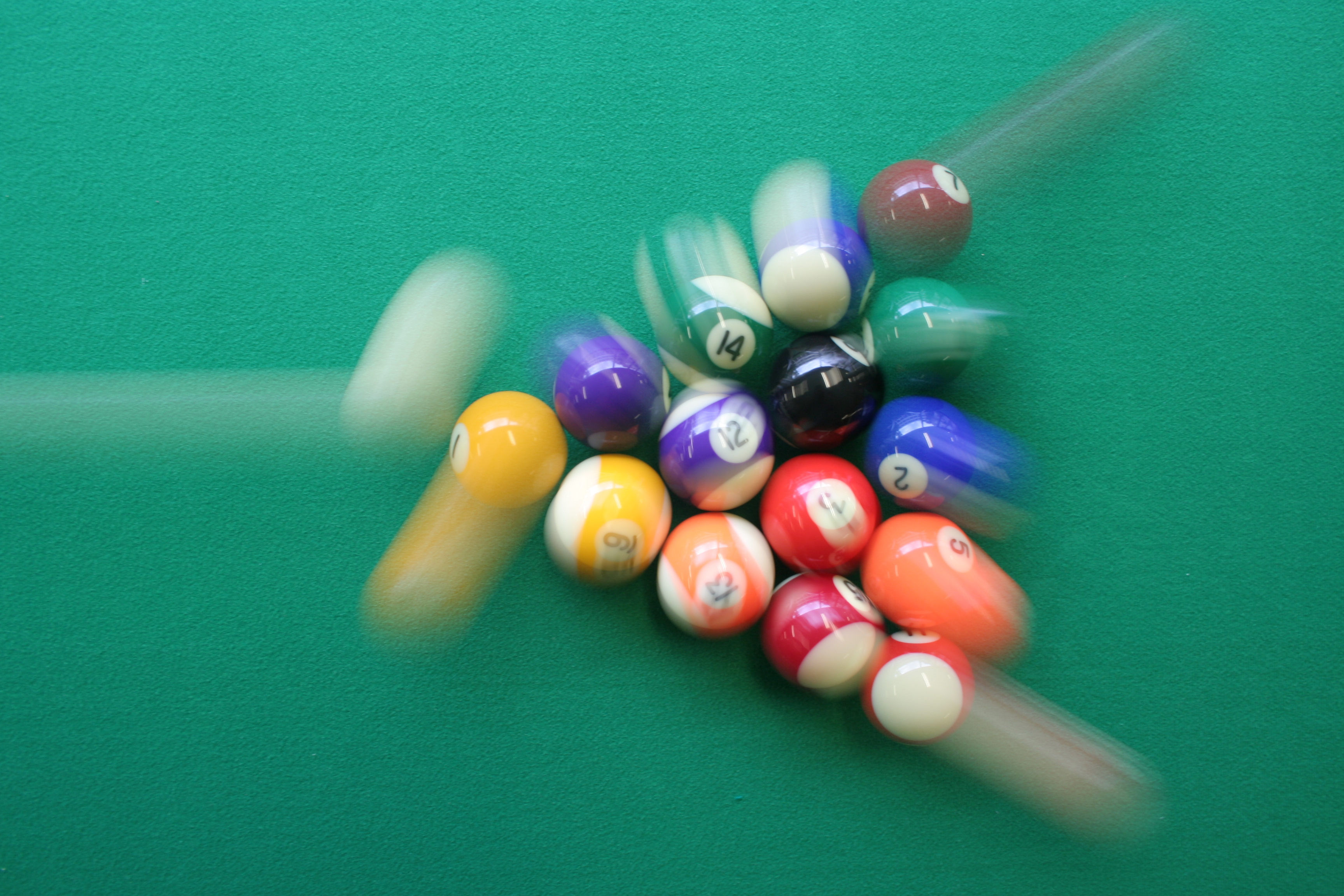
Anstoß beim Poolbillard: Der Impuls der weißen Kugel verteilt sich auf alle Kugeln.

In einem Inertialsystem ist der Impuls eine Erhaltungsgröße. In einem physikalischen System, auf das keine äußeren Kräfte wirken (in diesem Zusammenhang auch als abgeschlossenes System bezeichnet), bleibt die Summe aller Impulse der zum System gehörenden Bestandteile konstant.
Der anfängliche Gesamtimpuls ist dann also auch gleich der Vektorsumme der zu irgendeinem späteren Zeitpunkt vorhandenen Einzelimpulse. Stöße und andere Vorgänge innerhalb des Systems, bei denen sich die Geschwindigkeiten der Bestandteile ändern, enden stets so, dass dieses Prinzip nicht verletzt wird (siehe Kinematik (Teilchenprozesse)).
Die Impulserhaltung gilt auch beim unelastischen Stoß. Dabei nimmt durch plastische Verformung oder andere Prozesse die kinetische Energie zwar ab, aber der Impulserhaltungssatz ist vom Energieerhaltungssatz unabhängig und gilt sowohl bei elastischen als auch bei unelastischen Stößen.

## Kraftstoß

Impulsänderung und Kraft-Zeit-Fläche

Wirkt eine Kraft eine gewisse Zeit auf einen Körper, so spricht man von einem Kraftstoß. Der Kraftstoß bewirkt nach dem Zweiten Newtonschen Gesetz eine Impulsänderung des Körpers.
Ist die Kraft {\displaystyle {\vec {F}}} im Zeitintervall {\displaystyle \Delta t:=t_{2}-t_{1}} (mit {\displaystyle t_{1}<t_{2}}) konstant, so kann die Impulsänderung {\displaystyle \Delta {\vec {p}}:={\vec {p}}(t_{1})-{\vec {p}}(t_{2})} berechnet werden als
{\displaystyle \Delta {\vec {p}}={\vec {F}}\,\Delta t}.
Im allgemeinen Fall ist {\displaystyle {\vec {F}}} zeitabhängig und die Impulsänderung durch das Zeitintegral über die Kraft zu ermitteln:
{\displaystyle \Delta {\vec {p}}=\int _{t_{1}}^{t_{2}}{\vec {F}}(t)\,\mathrm {d} t}.
Der Zusammenhang zwischen Impulsänderung und verstrichener Zeit beträgt dann
{\displaystyle \Delta {\vec {p}}={\overline {F}}\,\Delta t}.
Dabei ist {\displaystyle {\overline {F}}:={\frac {1}{\Delta t}}\int _{t_{1}}^{t_{2}}{\vec {F}}(t)\,\mathrm {d} t} die mittlere Kraft, die im Zeitintervall {\displaystyle \Delta t} auf den Körper wirkt.

## Impuls im Lagrange- und Hamilton-Formalismus
Im Lagrange- und Hamilton-Formalismus wird der generalisierte Impuls eingeführt; die drei Komponenten des Impulsvektors zählen zum generalisierten Impuls; aber auch beispielsweise der Drehimpuls.
Im Hamilton-Formalismus und in der Quantenmechanik ist der Impuls die zum Ort kanonisch konjugierte Variable. Der (generalisierte) Impuls wird in diesem Zusammenhang auch als kanonischer Impuls bezeichnet. Die möglichen Paare {\displaystyle (q,p)} von generalisierten Ortskoordinaten {\displaystyle q} und kanonischen Impulsen {\displaystyle p} eines physikalischen Systems bilden in der hamiltonschen Mechanik den Phasenraum.
In Magnetfeldern enthält der kanonische Impuls eines geladenen Teilchens einen zusätzlichen Term, der mit dem Vektorpotential des B-Felds in Zusammenhang steht (siehe Generalisierter Impuls).

## Impuls in strömenden Medien
Bei kontinuierlich verteilter Masse, wie beispielsweise in der Strömungsmechanik, enthält
ein kleines Gebiet um den Punkt {\displaystyle {\vec {x}}} die Masse {\displaystyle \rho (t,{\vec {x}})\,\mathrm {d} ^{3}x.} Dabei ist {\displaystyle \mathrm {d} ^{3}x} das Volumen des Gebietes. {\displaystyle \rho (t,{\vec {x}})} ist die Massendichte und {\displaystyle {\vec {x}}=(x_{1},x_{2},x_{3})} der Ortsvektor (Komponenten nummeriert). Sie kann sich mit der Zeit {\displaystyle t} ändern.
Wenn diese Masse sich mit der Geschwindigkeit {\displaystyle {\vec {v}}(t,{\vec {x}})} bewegt, hat sie den Impuls {\displaystyle \rho (t,{\vec {x}})\,{\vec {v}}(t,{\vec {x}})\,\mathrm {d} ^{3}x}. Dividiert durch das Volumen ergibt sich die Impulsdichte als Massendichte mal Geschwindigkeit: {\displaystyle \rho \,{\vec {v}}}.
Wegen der Impulserhaltung gilt für die Impulsdichte an einem festen Ort die Kontinuitätsgleichung
{\displaystyle {\frac {\partial (\rho \,{\vec {v}})}{\partial t}}={\vec {f}}-\sum _{i=1}^{3}{\frac {\partial }{\partial x_{i}}}(\rho \,{\vec {v}}\,v_{i}),}
die besagt, dass sich die zeitliche Änderung der Impulsdichte zusammensetzt aus der auf das Volumenelement wirkende Kraftdichte (zum Beispiel der Gradient des Drucks oder das Gewicht, {\displaystyle {\vec {f}}_{\text{Gravitation}}=\rho \,{\vec {g}}}) und dem Impulsstrom in das Gebiet hinein und heraus.
Die Eulerschen Gleichungen sind das System von partiellen Differentialgleichungen, das zusammen mit Impulserhaltung und Energieerhaltung die Zeitentwicklung eines kontinuierlichen Systems zulässt. Die Navier-Stokes-Gleichungen erweitern diese Gleichungen, indem sie zusätzlich Viskosität beschreiben.
Bemerkenswert an der Eulerschen Gleichung ist, dass es für den Impuls eine Erhaltungsgleichung gibt, für die Geschwindigkeit aber nicht. In der klassischen Mechanik spielt das keine besondere Rolle, da es den einfachen skalaren Zusammenhang {\displaystyle {\vec {p}}=m{\vec {v}}} gibt. In den relativistischen Eulergleichungen hingegen mischt in jede Vektorkomponente der Lorentzfaktor, der von {\displaystyle {\vec {v}}^{2}} abhängt. Deswegen ist die Rekonstruktion des Geschwindigkeitsvektors (primitive Variablen) aus dem System von relativistischer Masse, Impuls und Energiedichte (konservierte Variablen) in der Regel mit der Lösung eines nichtlinearen Gleichungssystems verbunden.

## Impuls in der Quantenmechanik
In der Quantenmechanik spielt der Impuls eine entscheidende Rolle. Für Impuls- und Ortsbestimmung gilt die heisenbergsche Unschärferelation, nach der ein Teilchen nicht zugleich einen genauen Impuls und einen genauen Ort haben kann. Der Welle-Teilchen-Dualismus erfordert, bei quantenmechanischen Objekten gleichzeitig ihre Wellen- und Teilchennatur in Betracht zu ziehen. Während ein wohldefinierter Ort, aber ein wenig definierter Impuls intuitiv besser zum Teilchenverständnis passt, ist ein wohldefinierter Impuls (der Wellenvektor) eher eine Eigenschaft der Welle. Die Dualität bildet sich mathematisch darin ab, dass man die kanonische Quantenmechanik entweder im Ortsraum oder Impulsraum betreiben kann (auch Ortsdarstellung und Impulsdarstellung genannt). Je nach Darstellung ist der Impulsoperator dann ein gewöhnlicher Messoperator, oder es handelt sich um einen Differentialoperator. In beiden Beschreibungen bewirkt die Messung des Impulses die Delokalisierung des Objektes. Bei exakter Messung ist die Delokalisierung vollständig.
Die Zustände mit wohlbestimmtem Impuls heißen Eigenzustände des Impulsoperators. Ihre Wellenfunktionen sind ebene Wellen mit der Wellenlänge
{\displaystyle \lambda ={\frac {h}{p}},}
wobei {\displaystyle h} die Planck-Konstante ist. Die De-Broglie-Wellenlänge {\displaystyle \lambda } von Materiewellen freier Teilchen ist also durch den Impuls bestimmt.